# 昔昔亭桃太郎
昔昔亭 桃太郎（せきせきてい ももたろう、1945年5月20日 - ）は、落語芸術協会所属の落語家。長野県小諸市出身。本名∶柳澤 尚心。出囃子∶『旧桃太郎の唄』。

## 来歴
長野県更級農業高等学校卒業
1965年6月、五代目春風亭柳昇に入門、前座名は「昇太」。
1969年4月、二ツ目昇進し「とん橋」と改名。1972年、「笑橋」と改名。
1981年10月、真打昇進。「三代目昔々亭桃太郎」と改名。昔々亭桃太郎を名乗った落語家が何人いたか正確な数は不明だが、本人は「初代は鬼が島に行った人で、自分は三代目」と発言している（落語芸術協会のホームページや、本人のサインでは三代目となっている）。1987年、画数のため「三代目昔昔亭桃太郎」と改名。

## 人物
寄席の客からの通称は「桃ちゃん」。主に新作落語を得意とし、そのユーモラスな内容と斬新な語り口で人気を博す。マクラでは、ダジャレで締める小咄（「山の遭難」「くさい芸人」「野球中継」など）をいくつか繰り出すのが通例となっている。大の巨人ファンでもあり、枕に野球のネタを織り込むこともある。
座布団の横に湯飲み茶碗を置くことが多い。一度口を湿らせたあと、「せこい茶碗だね、これじゃ田舎の田植えだよ」とぼやくギャグを繰り出す（ただし多くの場合、茶碗は自分で持参したものである）。
弟弟子の春風亭昇太などとの二人会も行っている（以前は三遊亭白鳥との二人会「桃白鳥」なども行った）。風貌が漫画家の赤塚不二夫や柳家さん喬に似ていて、自身もよくマクラなどでネタにする。
60年代前後の歌謡曲に造詣が深く、「歌謡曲を斬る」という得意ネタもある。さらに2018年現在、自身は「ルイジアナ・ママ」（飯田久彦）などを歌い、弟子（弟弟子も含む場合もある）や若手にツイストを踊らせる余興を一席の後に披露することがある。
石原裕次郎ファンで「裕次郎物語」と言う得意ネタもある。
愛読書は「課長島耕作」。
ブルドッグ好き。
ビートルズファン。師匠の五代目春風亭柳昇の在りし日、師匠から吉祥寺で月一でやっていた落語会に出てくれと依頼された事があり、引き受けた。しかし、落語会の3日前に買っていたポール・マッカートニーのライブチケットを見たら公演日が落語会と同じ日であった。桃太郎は「ポールは10年に一度しか見れないが吉祥寺の落語会は月一でやってるから良いか」、とポール・マッカートニーのライブを選び、柳昇に電話して「師匠すみません。落語会に出ると言ってましたが、落語会の日、ポール・マッカートニー見に行くので落語会は代わりの芸人さんにお願いします」と断った。柳昇は承知した。しかし後日、弟弟子から電話で「師匠が怒ってましたよ。「桃太郎の奴、私の落語会断ってポール牧見に行きやがった」って」と言われて言い訳するのが馬鹿馬鹿しくなった事がある。

## 芸歴
- 1965年6月 - 五代目春風亭柳昇に入門、前座名「昇太」。
- 1969年4月 - 二ツ目昇進、「とん橋」と改名。
- 1972年 - 「笑橋」と改名。
- 1981年10月 - 真打昇進、「三代目昔々亭桃太郎」と改名。
- 1987年 - 「三代目昔昔亭桃太郎」と改名。

## 役職
- 落語芸術協会理事（1995年 - 2004年）
- 落語芸術協会常任理事（2004年 - 2006年）
- 落語芸術協会理事待遇（2006年 - 2010年）
- 落語芸術協会理事（2010年 - 2011年）

## 得意とする主な新作落語
- 裕次郎物語 - 代表作。石原裕次郎と自身をとぼけた間で比較していく[1]。
- 歌謡曲を斬る - 昔の歌謡曲をあれこれ歌いながら、歌詞の矛盾を突く。
- 金満家族 - 金が使い切れず困っているのに、さらに金が入り途方に暮れる金持ち家族の噺。
- カラオケ病院 - 師・春風亭柳昇の作だが、独自にアレンジを施している。
- ぜんざい公社（※上方に経緯）
- 結婚相談所（上方の代書とあらすじが酷似している。）
- 世界を斬る
- 高校番長物語
- 柳昇物語
- お見合い中
- 受験家族 - 高校受験に落ち、一浪した息子の高校合格発表の日、息子を心配する夫婦のやり取りが、妻が息子と隣人の息子を比較、夫が妻と隣人の妻を比較して隣人の妻を誉めた事をきっかけに過去の出来事を引き合いに出し、口喧嘩に発展する噺。

など

## CD

### CD
- キング名人落語寄席 「裕次郎物語」「ぜんざい公社」 (2001年3月、キング）
- 裕次郎物語（2003年6月、キング）＊上記「名人落語寄席」と同一音源。
- 昔昔亭桃太郎１「金満家族」「結婚相談所」（2004年5月、ワザオギ）
- 昔昔亭桃太郎２「受験家族」「寝床」（2005年6月、ワザオギ）
- 昔昔亭桃太郎３「唄入りぜんざい公社」「御見合中」（2009年5月、ワザオギ）
- 昔昔亭桃太郎名演集１「不動坊」「お見立て」（2009年1月、ポニーキャニオン）
- 昔昔亭桃太郎名演集２「死神」「春雨宿」（2009年12月、ポニーキャニオン）
- 昔昔亭桃太郎名演集３「茶の湯」「桃太郎」「勘定板」（2013年6月、ポニーキャニオン）
- 昔昔亭桃太郎名演集４「芸協物語」「ちりとてちん」（2014年8月、ポニーキャニオン）

## 一門弟子

### 直弟子
真打
- 昔々亭慎太郎
- 十一代目柳亭芝楽 - 五代目春風亭柳昇門下から移籍
- 四代目春風亭愛橋 - 五代目春風亭柳昇門下から移籍
- 昔昔亭桃之助
- 昔昔亭A太郎

二ツ目
- 昔昔亭喜太郎
- 昔昔亭昇

### 廃業
- 昔昔亭ぴいち
- 昔昔亭純太郎